# Anser serrirostris
El ánsar de la tundra (Anser serrirostris) es una especie de ave anseriforme de la familia Anatidae nativa de Eurasia. Anteriormente se consideraba subespecie del ganso campestre. Es un ave migratoria que cría en la tundra euroasiática y pasa el invierno en regiones templadas de Europa y Asia.

## Descripción

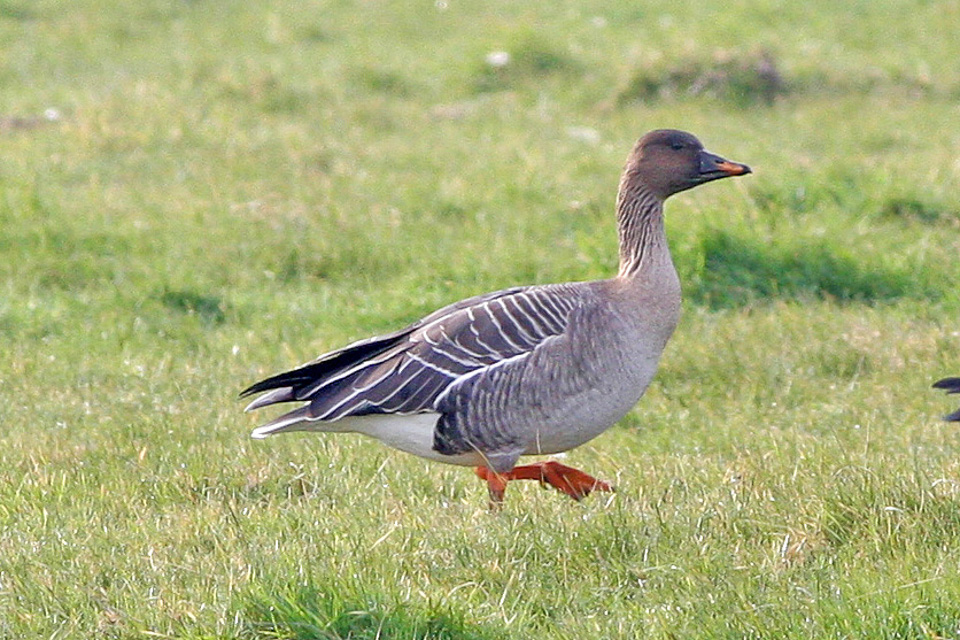
Ejemplar en Inglaterra.

La longitud de pico a cola del ganso de la tundra oscila desde 68 hasta 90 cm, con una envergadura alar de 140 a 174 cm, y pesa entre 1,7 y 4 kg. Su plumaje es pardo oscuro en las partes superiores, salvo un fino borde blanco en las coberteras alares, mientras que sus partes inferiores son de color pardo grisáceo muy claro. Su parte caudal es blanca y presenta un fino listado oscuro en los flancos. Su pico es negro en la base y la punta, mientras que tiene una zona intermedia estrecha naranja. Sus patas son de color naranja intenso.

## Taxonomía
Hasta su escisión en 2007 se consideraba que el ganso de la tundra pertenecía a la especie del ganso campestre (Anser fabalis), dividido en dos subespecies. Las dos subespecies que ahora integran esta especie separada:
- A. s. rossicus Buturlin, 1933 - cría en la tundra del norte de Rusia hasta la península de Taimyr. Es la subespecie de menor tamaño, su pico es corto y grueso.
- A. s. serrirostris Gould, 1852 - cría en la tundra del noreste de Siberia. Es de mayor tamaño, su pico es largo y ancho.